# Juan Carlos Orellana
Juan Carlos Orellana (Santiago, Barrancas, 1955. június 21. – Santiago, 2022. november 10.) válogatott chilei labdarúgó, csatár.

## Pályafutása

### Klubcsapatban
1973–74-ben a Green Cross Temuco, 1974 és 1980 között a Colo-Colo, 1981 és 1983 között az O’Higgins, 1984-ben az Unión Española, 1985-ben a Deportes Antofagasta, 1986-ban a Deportes Temuco, 1987-ben az Unión San Felipe labdarúgója volt. Az aktív labdarúgást a kanadai Chile Lindo csapatában fejezte be 1987-ben. A Colo-Colo csapatával egy-egy chilei bajnoki címet és kupagyőzelmet ért el.

### A válogatottban
1977 és 1983 között 11 alkalommal szerepelt a chilei válogatottban és négy gólt szerzett. Részt vett az 1983-as Copa América mérkőzésein.

## Sikerei, díjai
Colo-Colo
- Chilei bajnokság
  - bajnok: 1979
- Chilei kupa
  - győztes: 1974